# Eubacterium ramulus
Eubacterium ramulus è una specie di batterio appartenente alla famiglia delle Eubacteriaceae.